# Eryngium monocephalum
Eryngium monocephalum (ісп. Chicalotl, чикалотль) — вид трав'янистих рослин роду миколайчики (Eryngium) родини окружкових (Apiaceae).

## Поширення і місця проживання
Рослина родом з Мексики. Росте в помірному кліматі на висоті між 2400 і 3900 м. Пов'язана з сільськогосподарськими угіддями і лісами змішаного сосново-дубового типу.